# 하마키타구
하마키타구(일본어: 浜北区)는 2023년 12월 1일까지 존재했던 하마마쓰시의 행정구의 하나이다. 2005년 7월 1일에 하마마쓰 시에 편입 합병한 구 하마키타시 전역이 구역을 이루고 있었으나, 2024년 1월 1일에 구의 통합·재편이 시행해, 본구와 미카타하라 지역을 제외한 기타구의 구역으로 하마나구가 신설됨에 따라 소멸되었다.

## 지리
서쪽으로 미카타하라 대지, 동쪽으로 덴류강, 북쪽은 아카이시산맥에서 이어지는 산지의 남단, 그리고 하마마쓰 평야(엔슈 평야)의 북단부에 위치하고 있어 구 북부·서부의 일부를 제외한 구역의 대부분은 평지이다. 구의 중앙부를 엔슈 철도가 남북으로 지나고 있고 연선의 거의 모든 지구에 주택지가 형성되어 있다. 또 국도 152호선이 구를 이분하는 형태로 구의 중앙부를 남북으로 통과하고 있어 구내 도로 교통에 중요한 역할을 하고 있다.

## 역사
하마키타 구내에는 인골이 발견되어 구석기 시대부터 사람들이 살았다는 흔적이 확인되었다. 조몬 시대, 야요이 시대의 석기, 토기, 고분 등이 출토되고 있다. 난보쿠초 시대에 오히라 성은 이나사의 이이씨의 근거지였다.
- 1956년 4월 1일 - 하마나 군 하마나 촌, 기타하마 촌, 나카세 촌, 아카사 촌 및 이나사 군 아라타마 촌의 1정 4촌의 합병으로 하마키타 정이 되었다.
- 1963년 7월 1일 - 시로 승격해 하마키타시가 되었다.
- 2005년 7월 1일 - 하마마쓰 시에 편입 합병되었다.
- 2007년 4월 1일 - 하마마쓰 시가 정령지정도시가 되어 하마키타 구가 되었다.

## 교통

### 철도
- 엔슈 철도선
- 덴류하마나코 철도 덴류하마나코 선

### 도로
- 국도 152호선
- 국도 362호선